# Sedlístoie
Sedlístoie (en rus: Седлистое) és un poble de l'óblast d'Astracan, a Rússia, segons el cens del 2010 tenia 956 habitants.